# ورتزی
ورتزی (به آلمانی: Wörthsee) یک شهر در آلمان است که در بایرن واقع شده‌است.

## خصوصیات
ورتزی ۲۰٫۴۲ کیلومترمربع مساحت دارد ۵۶۰-۶۲۰ متر بالاتر از سطح دریا واقع شده‌است.